# St. Joe (Arkansas)
St. Joe is een plaats (town) in de Amerikaanse staat Arkansas, en valt bestuurlijk gezien onder Searcy County.

## Demografie
Bij de volkstelling in 2000 werd het aantal inwoners vastgesteld op 85.

## Geografie
Volgens het United States Census Bureau beslaat de plaats een oppervlakte van
2,0 km², geheel bestaande uit land.

## Plaatsen in de nabije omgeving
De onderstaande figuur toont nabijgelegen plaatsen in een straal van 24 km rond St. Joe.